# 川勝昭平
川勝 昭平（かわかつ しょうへい、1927年 - ）は、日本の経済学者。青山学院大学名誉教授。Ph.D.（ウィスコンシン大学・1957年）。京都府生まれ。

## 略歴
京都府船井郡八木町（現：南丹市）の出身。亀岡農学校（現：京都府立亀岡高等学校）、京都青年師範学校（現：京都教育大学）を卒業し、中学校の教諭となった。その後、京都大学に入学し、1951年、京都大学を卒業して、農林省に入省した。1953年、フルブライト奨学生として、ウィスコンシン大学大学院に留学し、Ph.D.（ウィスコンシン大学・1957年）となった。1958年から経済企画庁経済研究所に研究官として勤務した。1962年 - 1972年、国際連合食料農業機構の物価指数課長（ローマ）。1972年 - 1976年、国連食料農業機構エスカップＦＡＯ合同農業部長（バンコク）。1976年に帰国し、国際開発センター主任研究員、1979年 - 1985年、国連アジア太平洋統計研修所・副所長を務めた。1985年 - 2001年、青山学院大学・国際政治経済学部教授。2001年 - 2002年3月、同大学・大学院・国際マネジメント研究科の教授を務めた。東京都在住。

## 著書・訳書
- 『計量経済学入門』日本能率協会、1962年
- 『計量経済学 最尤法入門』S.ヴァラヴァニス著、川勝昭平訳、ダイヤモンド社、1963年
- 『所得分配論』ヤン・ティンバーゲン著、金森久雄・川勝昭平共訳、日本経済新聞社、1977年
- 『まちがいだらけの南北問題』共著、東洋経済新報社、1982年
- 『統計学辞典』分担執筆、東洋経済新報社、1989年
- 『国際比較経済分析』国際政治経済学会、2002年